# Пихтовка (Частинский район)
Пихтовка — село в Частинском муниципальном округе Пермского края России.

## История
В период с 2004 по 2020 годы находилось в составе ныне упразднённого Шабуровского сельского поселения Частинского района.

## География
Село находится в юго-западной части края, в пределах Оханской возвышенности, на берегах реки Пихтовки, на расстоянии приблизительно 26 километров (по прямой) к северо-северо-западу (NNW) от села Частые, административного центра округа. Абсолютная высота — 179 метров над уровнем моря.
Климат
Климат характеризуется как умеренно континентальный, с продолжительной холодной зимой и коротким тёплым летом. Средняя многолетняя температура самого холодного месяца (января) составляет −14,6 °С (абсолютный минимум — −48 °С), температура самого тёплого (июля) — 18,7 °С (абсолютный максимум — 38 °С). Безморозный период длится 117 дней. Среднегодовое количество осадков — 570 мм. Снежный покров держится в течение 161 дня в году.

## Население
| 2010 |
| ---- |
| 467  |

Половой состав
По данным Всероссийской переписи населения 2010 года в половой структуре населения мужчины составляли 48,8 %, женщины — соответственно 51,2 %.
Национальный состав
Согласно результатам переписи 2002 года, в национальной структуре населения русские составляли 98 % из 540 чел.